# Poopó (província)
Poopó é uma província da Bolívia localizada no departamento de Oruro, sua capital é a cidade de Poopó.